# Pablo Batalla
Pablo Batalla (Córdoba, 16 gennaio 1984) è un allenatore di calcio ed ex calciatore argentino, di ruolo centrocampista, tecnico del Bursaspor.

## Carriera
La sua prima squadra professionistica è stata il Vélez Sarsfield dove ha giocato per tre anni, vincendo il campionato argentino di Clausura 2005. In seguito passa per  alcuni mesi ai messicani del Pachuca, prima di fare ritorno al Vélez. Nel 2007 gioca nel Quilmes Atlético Club e poi nel Gimnasia La Plata.
Nel 2008 passa ai colombiani del Deportivo Cali, rimanendovi una stagione.
Nel 2009 arriva nel calcio europeo, firmando coi turchi del Bursaspor con i quali vince il Campionato 2009-2010.
Il 24 novembre 2010, in occasione della partita sul campo del Valencia persa per 6-1, realizza la prima storica rete per il Bursaspor nella fase a gironi della UEFA Champions League.

## Palmarès

### Club

#### Competizioni nazionali
- Campionato argentino: 1

Vélez Sarsfield: Clausura 2005
- Campionato turco: 1

Bursaspor: 2009-2010